# Kartuziánský klášter Aggsbach
Kartouza Aggsbach (německy Kartause Aggsbach) je bývalý kartuziánský klášter (OCart) v dolnorakouské obci Schönbühel-Aggsbach-Dorf v Rakousku.

## Historie

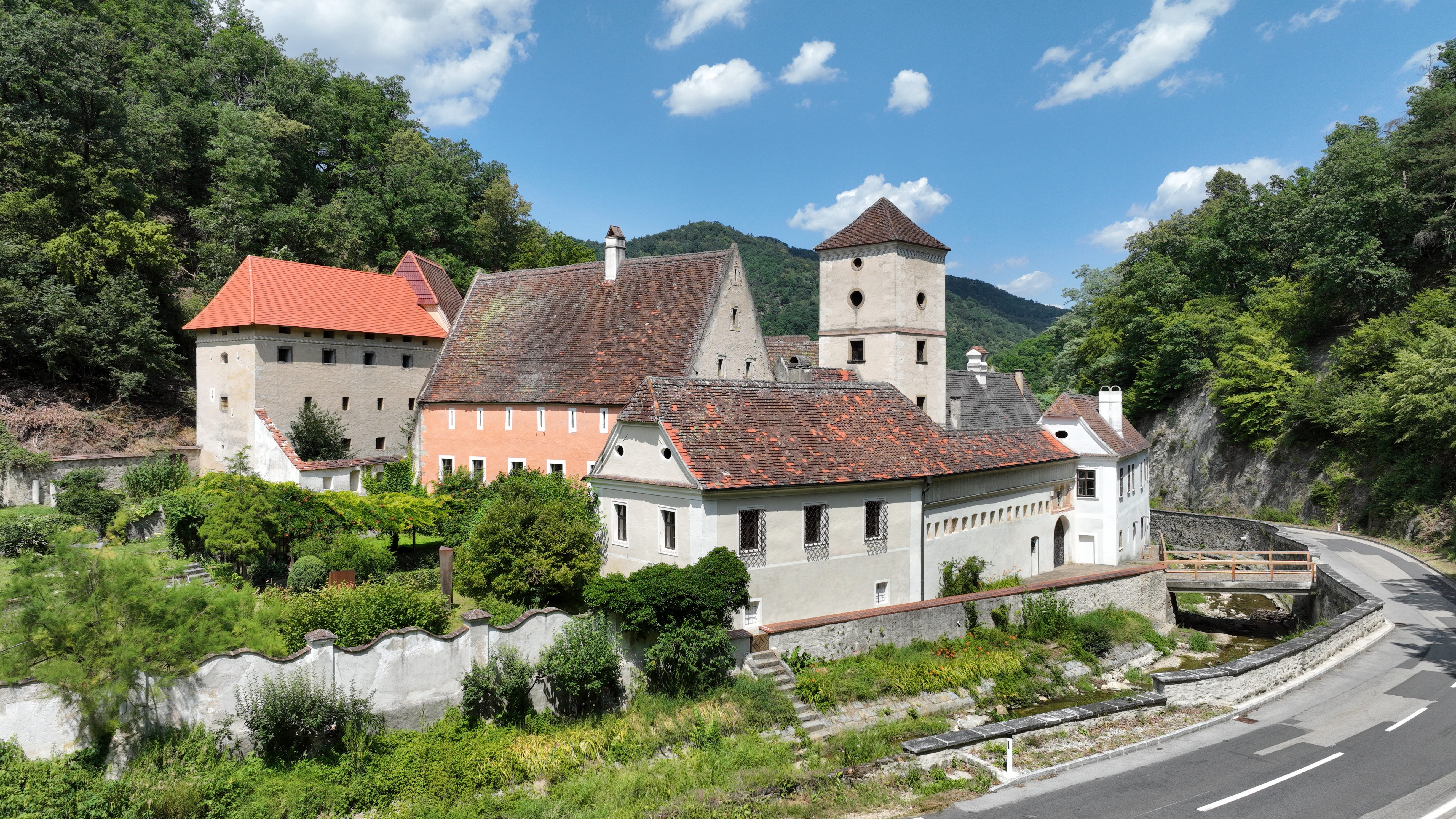
Jižní pohled na hospodářské křídlo bývalé kartouzy

Klášter založil v roce 1380 Heidenreich z Maissau. V letech 1387-1391 byl jeho převorem Michal Pražský.
Až do 18. století byl klášter vlastníkem několika panství v Dolních Rakousích (mj. Purgstall, Seiterndorf, Großmugl, Kilb, Kühbach a Strohdorf), v roce 1723 jich bylo celkem dvanáct. 
V roce 1782 byl klášter na základě církevních reforem císaře Josefa II. zrušen a přeměněn na zámek. Části kláštera byly převzaty do prostor fary, kartuziánské cely a rozlehlý ambit byly zbourány.
Kartuziánský kostel dostal kostelní věž připojenou ke kněžišti a stal se farním kostelem. Výzkum vykopávek Rakouského památkového úřadu v bývalém celovém křídle aggsbachské kartouzy v roce 2010 naznačují, že stavební materiál na věž kostela pocházel ze zbořených cel.

Dnes je zde kartuziánské muzeum, farní kostel a společenské centrum. Po průzkumu Spolkového památkového úřadu byl bývalý trakt kartuziánské cely upraven na meditační zahradu podle plánů zahradního architekta Alfreda Benesche.

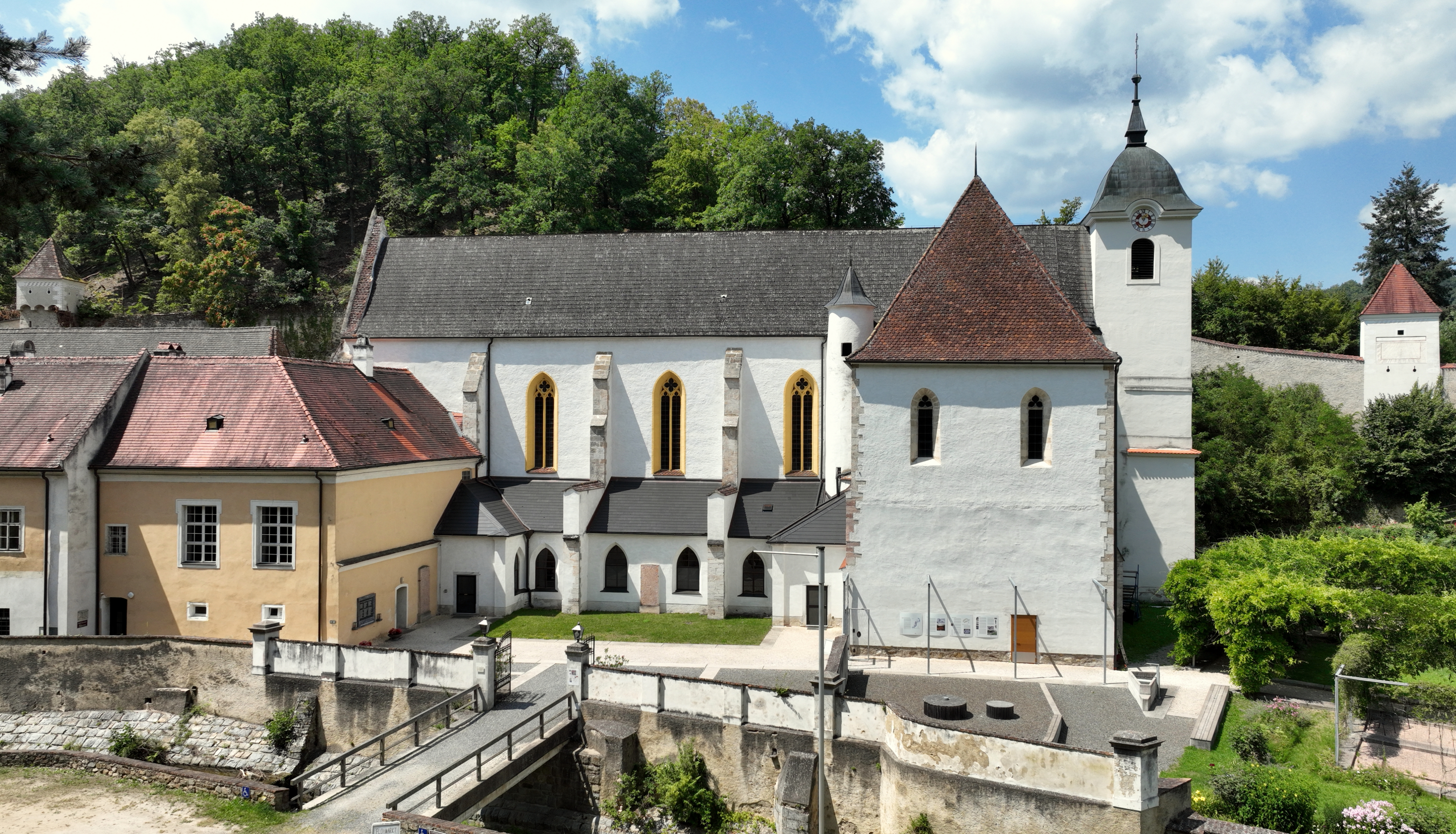
Bývalý klášterní kostel s připojeným kapitulním křídlem
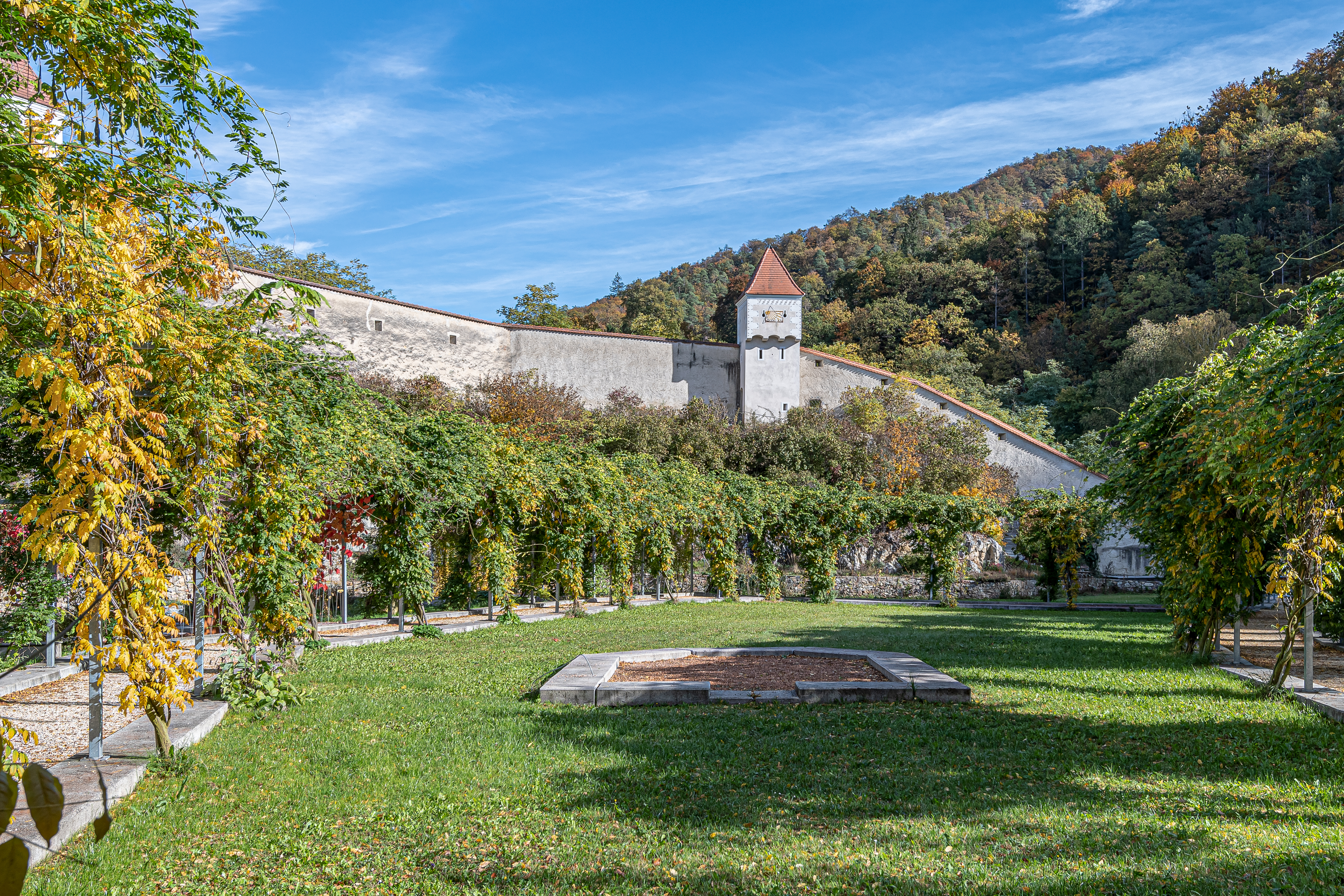
meditační zahrada
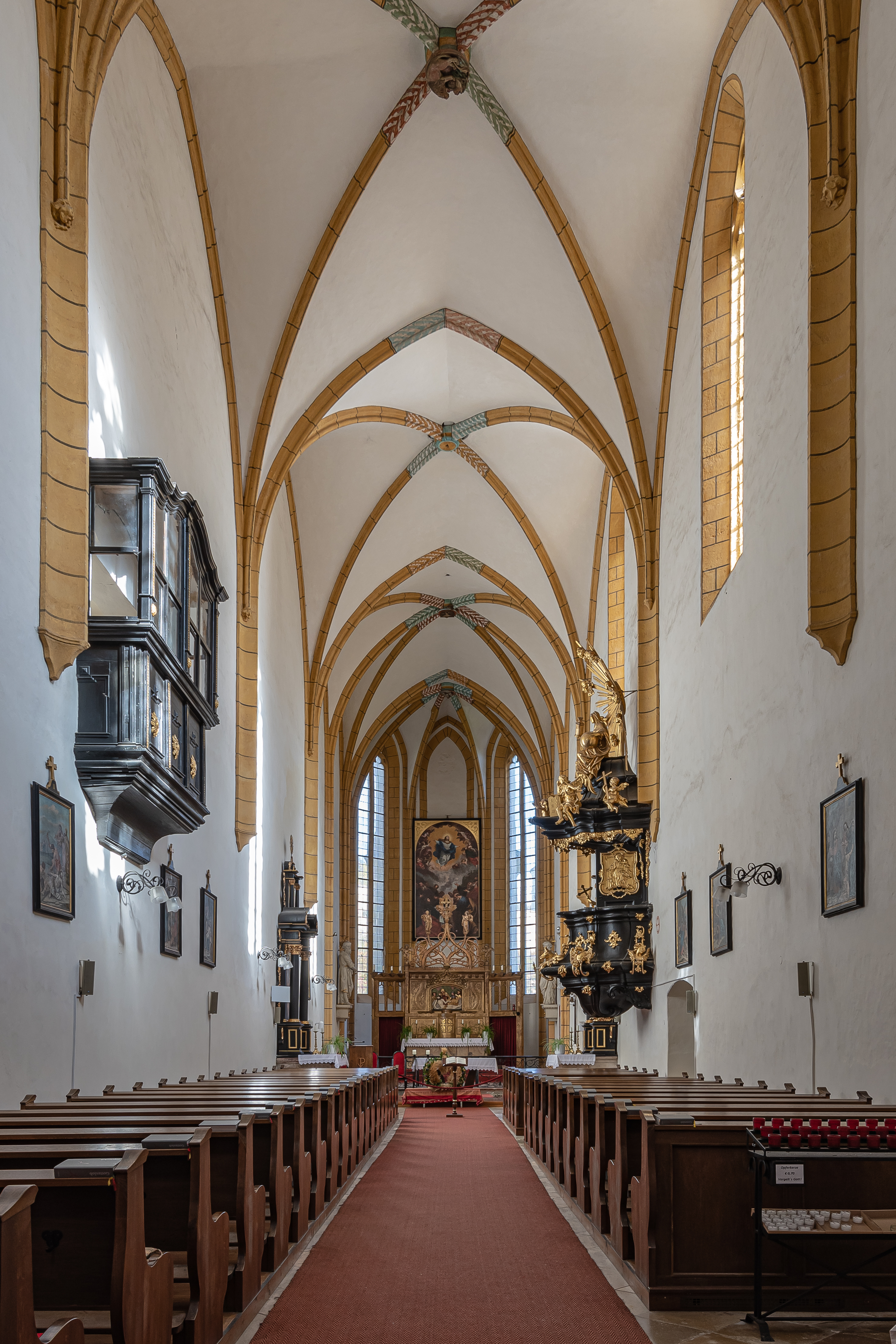
Farní kostel Aggsbach-Dorf, bývalý klášterní kostel
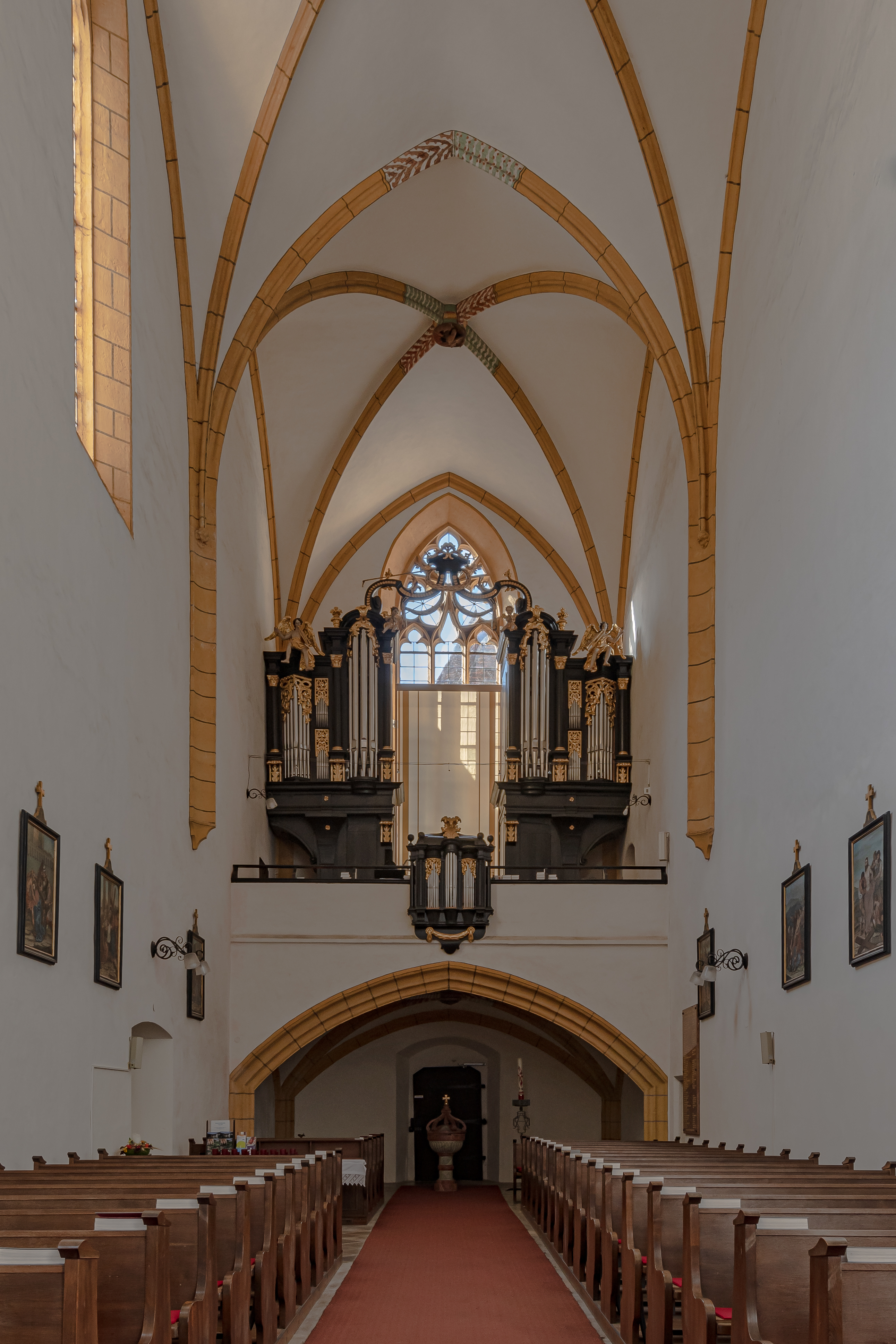
varhanní chór
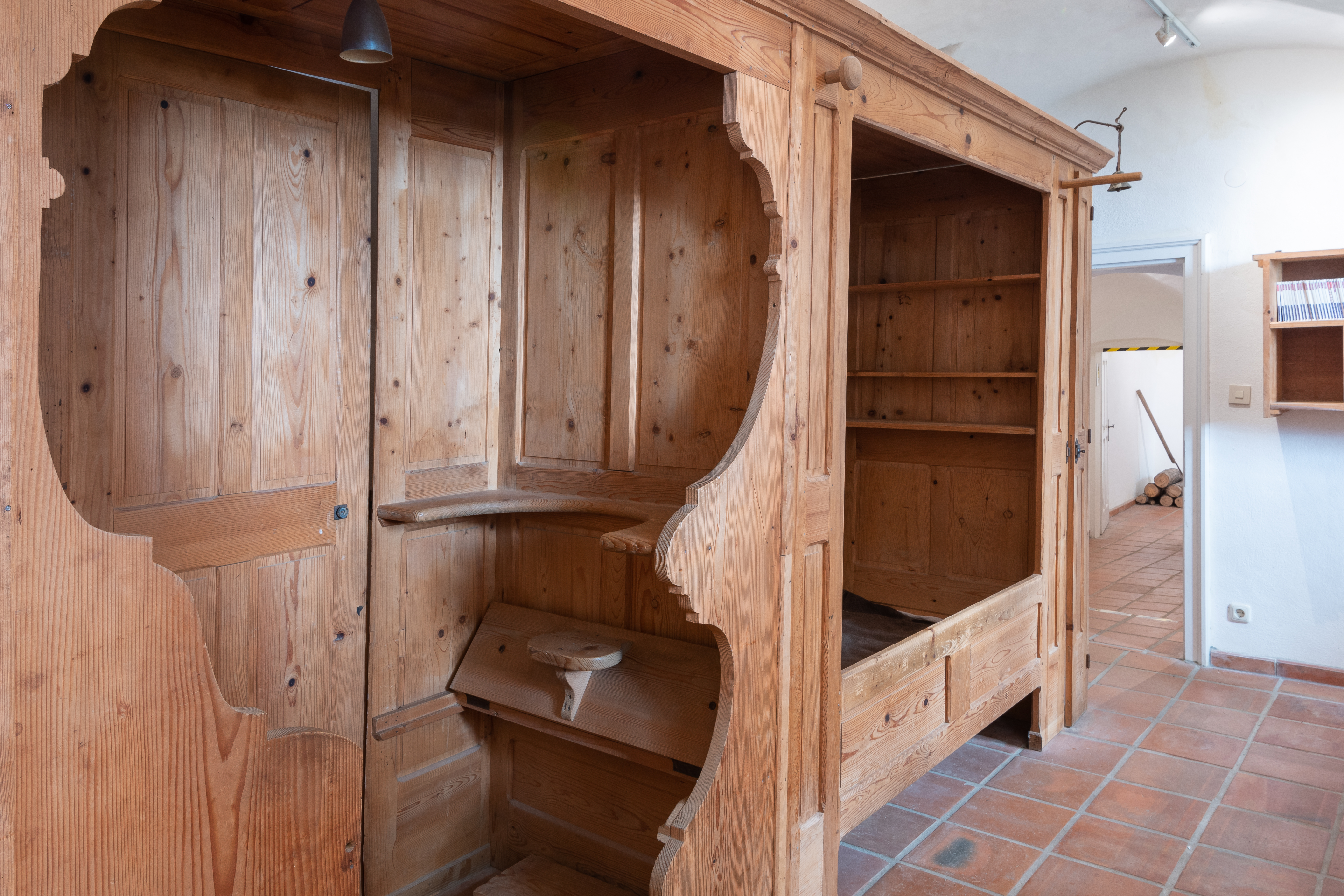
Cubiculum – místo pro spaní a modlitbu mnicha